# Super Smash Bros. Melee

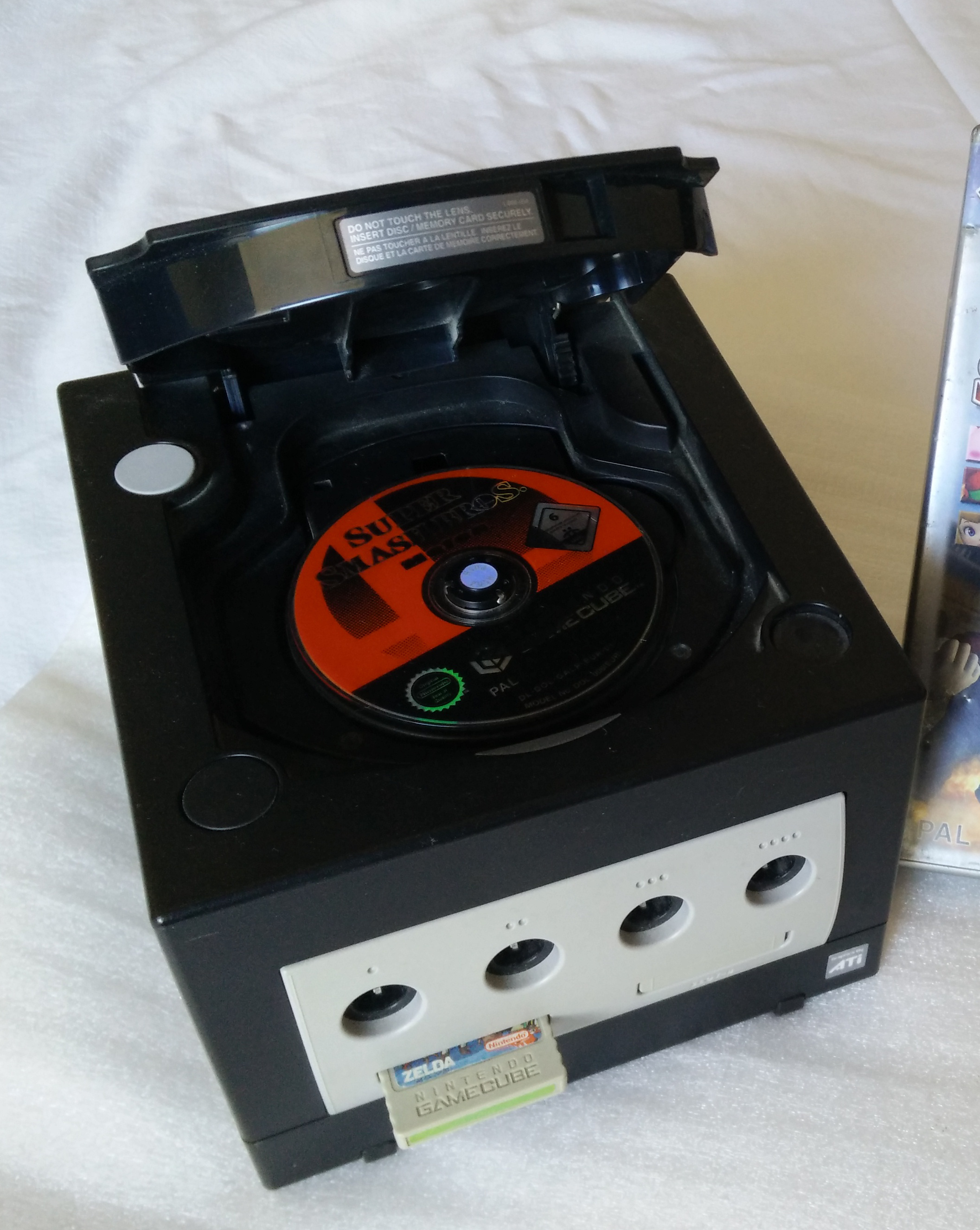
La caràtula europea del joc amb una consola i el seu CD.

Super Smash Bros. Melee és un videojoc de lluita desenvolupat per HAL Laboratory en el 2001 per a la videoconsola GameCube, sent un dels primers jocs a sortir a la venda per a aquesta consola. És la seqüela del joc Super Smash Bros. (Nintendo 64), i el predecessor de Super Smash Bros. Brawl de Wii. També és conegut per les seves sigles SSBM, o de manera més informal com "Smash" o "Melee".
Igual que en el seu predecessor, el joc no compta amb una història definida sinó que se centra en una batalla entre els personatges de les grans sagues de Nintendo (com per exemple Mario, Link, Fox McCloud, Donkey Kong, Kirby, Pikachu entre altres).

## Sistema de joc
A diferència d'altres jocs del gènere, en els quals és necessari causar certa quaSuperntitat de mal per a eliminar a l'oponent, en Super Smash Bros. Melee per a guanyar una partida és necessari treure a l'oponent de l'escenari evitant ser eliminat. Per a això es disposen de diversos atacs diferents depenent de cada personatge els quals ocasionaran un cert nivell de mal en l'oponent; com més mal rebi el rival és més senzill serà llançar-lo fora de l'escenari.

## Mode un jugador

### Regular Match
- Classic Mode: Igual que en el seu predecessor, en aquesta manera es tracta de portar a terme 11 sèries de combats contra personatges controlats per la consola. Cada dos combats es porta a terme un minijoc. Una vegada superats, s'arriba a la fase final en el stage "Final Destination" on cal enfrontar-se a Master Hand (si es compleixen certs requeriments, també apareixerà la contra part de Master Hand: Crazy Hand.
- Adventure Mode: Aquesta manera està elaborat a l'estil "plataformes", el jugador ha d'anar passant diferents nivells ambientats en els diversos jocs dels quals provenen els personatges de Nintendo, en l'últim nivell el personatge a derrotar és Bowser (si es compleixen certs requeriments, el personatge a enfrontar serà GigaBowser).
- All Star Mode: Aquest és un mode ocult, per a obtenir-lo és necessari obtenir a tots els personatges ocults del joc i completar les maneres Classic i Adventure amb cadascun d'ells. En aquesta manera s'enfronta als 25 personatges del joc (dividits en sèries, primer sèries d'un contra un, després de dos contra un i finalment de 3 contra u), només es compta amb una vida i la possibilitat de recuperar-se tres vegades. La manera dura fins que el jugador perdi o fins que derroti a tots els personatges. L'últim nivell consta d'una batalla contra un grup de Mr. Game & Watch.

### Event Match
L'Event Match és un conjunt d'escenaris predeterminats per a jugar, en total són 51 escenaris a enfrontar que es van obtenint a poc a poc segons s'avanci en el joc. L'últim escenari (Event #51) enfronta al jugador contra els protagonistes Giga Bowser, Mewtwo i Ganondorf.

### Stadium
Aquesta opció té 3 maneres de joc, els quals per les seves característiques poden ser considerats com "minijocs".
- Target Test: Cada personatge tindrà un escenari propi en el qual hauran 10 blancs, l'objectiu és destruir-los en el menor temps possible. S'emmagatzemarà la informació dels menors temps obtinguts.
- Home Run Contest: Aquest minijoc consisteix a copejar amb un bat un enorme sac de sorra (cridat Sandbag), l'objectiu és enviar-lo el més lluny possible. S'emmagatzemarà la informació de les majors distàncies assolides.
- MultiMan Melee: Es tracta de batalles de "resistència" contra els Fighting Wire Frames, hi ha diferents opcions com lluitar contra 10 o 100 oponents, durant 3 o 15 minuts, barallar fins a ser eliminat o barallar contra oponents en dificultat màxima i sense ítems. S'emmagatzemarà la informació de la major quantitat d'oponents eliminats en cada tipus de batalles.

### Training
Aquesta és l'opció d'entrenament, aquí es practiquen les diferents tècniques o atacs de cadascun dels personatges, també pot usar-se per a provar escenaris o veure la utilitat de cadascun dels ítems.